# Церковь Флора и Лавра (Пролетарск)
Церковь Флора и Лавра — православный храм в городе Пролетарске Ростовской области. Посвящён раннехристианским мученикам Флору и Лавру. Относится к Волгодонской епархии Московского патриархата.

## История
Первое упоминание о храме датируется 1879 годом, тогда же храм и был освящен. При возведении храма был построен только один престол во имя раннехристианских великомучеников Флора и Лавра.
В 1955 году здание церкви было перестроено под кинотеатр. Несмотря на реконструкцию здания церкви, местная христианская община продолжала свою деятельность. На её средства был выкуплен бывший казачий курень, который затем был перестроен в молитвенный дом. В 1989 году началось строительство нового храма на выкупленном подворье. Строительство продолжалось до 1993 года, когда храм освятил митрополит Ростовский и Новочеркасский Владимир (Сабодан). При храме была открыта воскресная школа.
Старый храм признан объектом культурного наследия регионального значения, ведутся работы по его восстановлению.

## Святыни храма
На территории храма находятся несколько святынь:
- икона с частицами мощей святых Икона «Апостол Варнава»,
- икона «Преподобный Иов Почаевский»,
- икона «Святитель Тихон, Патриарх Московский и всея России»,
- икона «Блаженный Павел Таганрогский»[1].